# حبابة (فلم)
حبابة، فيلم مصري من إنتاج عام 1944.

## قصة الفيلم
يعشق الأمير زايد إحدى جواريه وهي مربية ابنه ، تنجح حاشيته في إبعادها عنه . يصبح الأمير خليفة ، ولم تكن تطيب الحياة بدونها ، يبحث عنها حتى يتمكن من العثور عليها . تتناول الجارية المخلصة السم حتى لا تسبب لسيدها أي متاعب . يصاب الخليفة بصدمة يتوفى على إثرها. عن قصة حقيقيه حبابة جارية يزيد بن عبد الملك .

## الممثلون
- عزيزة أمير
- محمود ذو الفقار
- يحيى شاهين
- صلاح ذو الفقار
- سراج منير
- فردوس محمد
- فردوس حسن
- أمينة شريف
- عبد العزيز خليل

## وصلات خارجية
- مقالات تستعمل روابط فنية بلا صلة مع ويكي بيانات
- صفحة الفيلم على موقع السينما